# Drumurile numerotate din Statele Unite ale Americii
Rețeaua de drumuri numerotate în Statele Unite ale Americii este o rețea integrată de drumuri și autostrăzi numerotate în cadrul unui sistem organizat în raport cu teritoriul contiguu al Statele Unitor ale Americii. Întrucât denumirea și numerotarea acestor șosele a fost făcută prin coordonare între state, acestea sunt uneori numite Autostrăzi Federale, dar drumurile propriu-zise au fost mereu întreținute de guvernele statelor sau administrațiile locale ale unităților pe care le traversează, de la organizarea lor în 1926.
Numerele și pozițiile drumurilor sunt coordonate de către Asociația Americană a Oficialilor Statelor în Domeniul Șoselelor și Transporturilor⁠(d) (AASHTO). Singura implicare federală în AASHTO este un post de observator al Departamentului Transporturilor al Statelor Unite⁠(d). În general, șoselele pe direcția nord-sud au numere impare, cele mai mici în partea de est, în zona celor treisprezece state fondatoare ale Statelor Unite, și cele mai mari în vest. În mod similar, șoselele pe direcția est-vest sunt, de obicei, numerotate cu numere pare, cele mai mici numere fiind în partea de nord, unde drumurile au fost modernizate intens mai devreme, și mai mare în sud. Marile rute nord–sud au numere care se termină în "1", în timp ce marile rute est–vest au numere care se termină în "0". Șoselele cu numere de trei cifre sunt ramificații ale rutelor-părinte, dar nu sunt neapărat conectate de părinții lor. Există rute de variantă⁠(d), care oferă două aliniamente diferite pentru un singur traseu, chiar dacă multe astfel de variante au fost eliminate. Rutele speciale pot oferi și ele diverse variante, cum ar fi alternative, șosele de centură sau variante pentru transportul greu, pentru o șosea a SUA.
Înainte ca drumurile să fie organizate astfel, principalul mijloc de marcare a drumurilor prin SUA erau traseele auto⁠(d), administrate de asociațiile pentru trasee auto. În 1925, Boardul Comun pentru Șosele Interstatale, recomandat de Asociația Americană a Oficialilor Statelor în Domeniul Șoselelor⁠(d) (AASHO), a lucrat pentru a forma un sistem național de numerotare care să raționalizeze drumurile. După mai multe întâlniri, raportul final a fost aprobat de către Departamentul Agriculturii al SUA⁠(d) în noiembrie 1925. Ei au primit plângeri din întreaga țară cu privire la atribuirea de trasee, așa că comisia a făcut mai multe modificări; Sistemul de Șosele al SUA a fost aprobat în noiembrie 1926. Ca urmare a compromisurilor făcute pentru a obține aprobarea acestui sistem, mai multe trasee au fost divizate în variante, aliniamentele diferite deservind diferite orașe. În anii următori, AASHTO a cerut eliminarea acestor ramificații ale drumurilor.
Extinderea sistemului a continuat până în 1956, când s-a format Sistemul Șoselelor Interstatale. După ce construcția a fost finalizată, multe drumuri americane au fost înlocuite cu șoselele interstatale, drumuri rapide pentru traficul de tranzit. În ciuda sistemului interstatal, drumurile vechi încă mai formează multe conexiuni regionale importante, și încă se adaugă rute.

## Detalii despre sistem
În general, drumurile nu au un minim standard de proiectare, spre deosebire de șoselele interstatale, și nu sunt de obicei construite la standard de autostradă. Unele porțiuni din drumurile SUA nu îndeplinesc standardele pentru niciun fel de drum rapid. Multe traversează străzile principale⁠(d) din orașele și satele prin care le traversează. Noi completări la sistem trebuie însă să „corespundă în mod substanțial actualelor standarde de proiectare ale AASHTO⁠(d)”. La 1989, sistemul de șosele numerotate ale Statelor Unite ale Americii avea o lungime totală de 157.724 mile (253.832 km).
Cu excepția taxelor de pod⁠(d) și de tunel⁠(d), pe foarte puține drumuri cu taxă. Politica AASHTO spune că un drum cu taxă poate fi inclus doar ca traseu special⁠(d), și că „obligativitatea existenței unei rute gratuite între orice două puncte continuă să fie păstrată ca o parte însemnată a sistemului drumurilor numerotate din SUA.” Drumul 3⁠(d) îndeplinește această obligativitate; în New Hampshire, ruta nu urmează porțiunile cu taxă din drumul cu plată Everett⁠(d). Dar drumurile americane din sistem utilizează părți din patru drumuri cu taxă:
- US 51⁠(d) folosește o parte din Autostrada cu plată Jane Addams⁠(d) din Illinois; vechiul drum este drumul 251 din Illinois⁠(d).
- US 278⁠(d) folosește Cross Island Parkway⁠(d) în Carolina de Sud; vechiul drum este US 278 Business⁠(d).
- US 412⁠(d) folosește Cimarron Turnpike⁠(d) în Oklahoma; vechiul drum este US 64⁠(d).
- US 412 utilizează și Cherokee Turnpike⁠(d) în Oklahoma; vechiul drum este US 412 Alternativ⁠(d).

### Numerotare
Drumurile americane cu două cifre urmează o grilă simplă pe teritoriul contiguu al Statelor Unite ale Americii, în care drumurile cu număr impare duc în general de la nord la sud și drumurile cu număr par duc în general de la est la vest. (US 101 este considerat a fi traseu de două cifre, „prima cifră” fiind 10.) Modelul de numerotare pentru drumurile americane a fost înființat primul: drumurile americane încep de la numere pare mici în nord la numere pare mari în sud și de la numere impare mici în est la numere impare mari în vest. Numerele care se termină în 0 sau 1 (și US 2⁠(d)), și într-o mai mică măsură, în 5, au fost considerate rute principale la începutul numerotării, dar diferite extinderi și întreruperi au făcut ca această distincție să își piardă în mare măsură sensul. De exemplu, US 6⁠(d) a fost până la 1964 cel mai lung traseu (această distincție aparținând acum US 20⁠(d)).
În anii 1950, a fost stabilită grila de numerotare pentru noul Sistem de Șosele Interstatale, ea fiind în mod intenționat opusă grilei drumurilor americane, prin direcția în care cresc numerele drumurilor. Șoselele interstatale au numere în creștere de la vest la est și de la sud la nord, pentru ca rutele cu numere identice să ramână departe unele de altele, din punct de vedere geografic, ca sa nu fie confundate unele cu altele. Ambele sisteme de drumuri însă numără drumurile nord–sud cu numere impare și drumurile est–vest cu numere pare.
În Sistemul de Șosele al SUA, numere de trei cifre sunt atribuite ramificațiilor rutelor de una sau două cifre. US 201⁠(d), de exemplu, se desprinde din US 1⁠(d) la Brunswick⁠(d), și se îndreaptă spre nord, către Canada. Nu toate ramificațiile duc în aceeași direcție ca și „părinții” lor; unele sunt conectate la părinții lor numai prin alte ramificații, sau chiar deloc, fiind însa doar amplasate în apropierea acestora. Cum s-a stabilit inițial, prima cifră a ramificațiilor crește de la nord la sud și de la est la vest de-a lungul părintelui; de exemplu, US 60 are ca ramificațiile, de la est la vest, denumite US 160⁠(d) în Missouri, US 260⁠(d) în Oklahoma, US 360⁠(d) în Texas, și US- 460⁠(d) și US 560⁠(d) în New Mexico. Ca și în cazul rutelor cu două cifre, rutele de trei cifre au fost adăugate, înlăturate, extinse și scurtate; relația „părinte-copil” nu mai este întotdeauna prezentă. De exemplu, mai multe ramificații ale drumului dezafectat US 66 încă mai există. US 191⁠(d) duce de la o frontieră la alta, deși părintele său, US 91⁠(d), a fost înlocuit în mare măsură de către Interstate 15⁠(d) (I-15).
În plus, US 163⁠(d), numerotat în 1970, nu este nicăieri în apropiere de US 63⁠(d). Scurtul drum US 57⁠(d), aprobat pe la 1970, se conectează cu șoseaua federală 57⁠(d) din Mexic, și se află la vest de fostul US 81⁠(d).
Mai multe rute aprobate din 1980 nu respectă modelul de numerotare:
- US 400⁠(d), aprobat în 1994, nu are niciun „părinte”, deoarece nu există nici US 0, nici US 100.[6]
- US 412⁠(d), aprobat pe la 1982, nu este nicăieri în apropiere de US 12⁠(d).[6]
- US 425⁠(d), omologat în 1989, nu este nicăieri în apropiere de US 25⁠(d).[6]

În timp ce îndrumările AASHTO interzic în mod expres ca o șosea interstatală și un drum american să aibă același număr în același stat (din care motiv nu există drumuri interstatale între 50 și 60), numerotarea inițială a șoselelor interstatale aprobată în 1958 a încălcat această regulă cu I-24⁠(d) și US 24⁠(d) din Illinois și cu I-40⁠(d), I-80⁠(d), US 40⁠(d) și US 80⁠(d) din California (US 40 și US 80 au fost eliminate din California în renumerotarea din 1964⁠(d)).
Unele șosele recente sau propuse, unele aflându-se în poziții complicate în grilă, încalcă și ele, normele: I-41⁠(d) și US 41⁠(d) din Wisconsin (cu traseu concurent⁠(d)), I-49⁠(d) și US 49⁠(d) în Arkansas, I-69⁠(d) și US 69⁠(d) din Texas, și I-74⁠(d) și US 74⁠(d) în Carolina de Nord (cu traseu concurent).
Unele numere de două cifre nu au fost niciodată aplicate vreunui drum american, între care se numără 39, 47, 86 și 88.

### Drumuri de variantă și drumuri speciale
Din 1926, au fost desemnate unele traseele divizate pentru a deservi zone conexe, acestea denumind variante aproximativ echivalente. De exemplu, US 11 se desparte în US 11E (est) și US 11W (vest) în Bristol, Virginia, rutele reunindu-se în Knoxville, Tennessee. Ocazional, numai una dintre cele două variante are sufix; US 6N în Pennsylvania nu duce înapoi în US 6 la capătul vestic. AASHTO încearcă sa elimine aceste ramificații din 1934; politica actuală este de a refuza aprobarea de noi rute de variantă și de a le elimina pe cele existente „atât de repede cât pot ajunge Departamentul Șoselelor și Comitetul Permanent de Șosele la un acord cu privire la acestea”.
Rutele speciale⁠(d)—cele cu specificație suplimentară, cum ar fi „alternativ” sau „centură”—sunt și ele gestionate tot de AASHTO. Acestea sunt uneori desemnate cu litere sufixe, ca A pentru alternativ sau B pentru business.

### Denumire
Jurnalul oficial al rutelor, publicat ultima dată de AASHTO în 1989, a fost numit United States Numbered Highways de la publicarea sa inițială în 1926. În jurnalul rutelor,  termenul „U.S. Route” este folosit în cuprins, în timp ce „United States Highway” apare ca titlu pentru fiecare traseu. Toate rapoartele Comisiei Speciale privind Numerotarea Drumurilor din 1989 folosesc „U.S. Route”, și legile federale referitoare la șosele de viteză folosesc denumirile de „United States Route” sau „U.S. Route” mai des decât „Highway”. Utilizarea denumirilor de „US Route” sau „US Highway” la nivel local depinde de stat, unele state, cum ar fi Delaware, folosind „route” și altele, cum ar fi Colorado, folosind „highway”.

## Istorie

### Primele trasee auto
În 1903, Horatio Nelson Jackson⁠(d) a devenit prima persoană atestată care a condus o mașină de la San Francisco la New York, folosind o rută care cuprindea drumuri de pământ, poteci de vite, și terasamente de cale ferată. Călătoria lui, relatată în presă, a devenit o senzație națională și a dus la cereri pentru realizarea unui sistem de drumuri de lungă distanță.
La începutul deceniului anilor 1910, au început să apară organizații pentru trasee auto⁠(d)—cea mai vizibilă fiind Lincoln Highway⁠(d)—ele ocupându-se cu marcarea și promovarea de trasee pentru noul mijloc de recreere și de călătorie pe distanțe lungi. În timp ce multe dintre aceste organizații colaborau cu autoritățile din orașele și statele aflate de-a lungul traseelor pentru a îmbunătăți drumurile, altele pur și simplu alegeau un traseu in funcție de orașele care erau dispuse să le plătească taxe, puneau semne, și cam atât.

### Planificarea
Wisconsin a fost primul stat din SUA care și-a numerotat șoselele, ridicând indicatoare în mai 1918. Alte state i-au urmat în curând exemplul. În 1922, statele din New England au convenit să stabilească cele șase rute interstatale ale New Englandului⁠(d).
În spatele cortinei, începuse și programul de ajutor federal cu adoptarea Legii Ajutorului Federal pentru Drumuri din 1916⁠(d), oferind un sprijin financiar de 50% din partea guvernului federal pentru îmbunătățirea drumurilor principale. Legea Ajutorului Federal pentru Șosele din 1921⁠(d) limita cantitatea de rute subvenționabile la 7% din drumurile fiecărui stat, în timp ce 3 din 7 drumuri trebuia să fie „cu caracter interstatal”. Identificarea acestor drumuri principale a fost finalizată în anul 1923.
Asociatia Americană a Oficialilor Statelor în domeniul Șoselelor⁠(d) (AASHO), înființată în 1914 pentru a ajuta la stabilirea standardelor pentru carosabile, a început să planifice un sistem de marcare și numerotare a „șoselelor interstatale” la ședința sa din 1924. AASHO a recomandat ca secretarul agriculturii⁠(d) să colaboreze cu statele pentru a desemna aceste rute.
Secretarul Howard Mason Gore⁠(d) a numit Consiliul Mixt pentru Șosele Interstatale, așa cum a recomandat AASHO, pe 2 martie 1925. Comitetul a fost compus din 21 de funcționari de stat în domeniul drumurilor și trei oficiali de la Biroul Federal de Drumuri Publice⁠(d). La prima ședință, din 20-21 aprilie, grupul a ales numele de "US Highway", ca denumire pentru rute. Ei au hotărât că sistemul nu se va limita la rețeaua de drumuri realizată cu ajutor federal: chiar dacă cel mai bun traseu nu a primit fonduri federale, el avea totuși să fie inclus. A fost selectată și prima propunere de design a scutului US Highway⁠(d), pe baza scutului găsit pe Marele Sigiliu al Statelor Unite.
Asociațiile pentru trasee auto au respins eliminarea numelor de drumuri. Șase întâlniri regionale au avut loc pentru a stabili detaliile—în 15 Mai pentru Vest, în 27 mai pentru valea Mississippi, în 3 iunie, pentru Marile Lacuri, în 8 iunie, pentru Sud, în 15 iunie, pentru Atlantic Northeast⁠(d), și 15 iunie pentru New England. Reprezentanții asociațiilor pentru trasee auto nu au putut să participe oficial la întâlniri. Cu toate acestea, ca un compromis, au putut discuta cu membrii Consiliului Mixt. Asociațiile au stabilit în cele din urmă un acord general cu privire la planurile de numerotare, traseele cu nume urmând să continue a fi incluse. Sistemul propus adăuga până la 81.000 de mile (130.000 de kilometri), 2,8% din lungimea totală a drumurilor publice de la acea dată.
A doua ședință a avut loc în 3 și 4 august 1925. La acea întâlnire s-a discutat ce densitate a rutelor ar fi corespunzătoare. William F. Williams din Massachusetts și Frederick S. Greene din New York preferau un sistem limitat la mari șosele transcontinentale, în timp ce multe state recomandau un număr mare de drumuri de importanță regională. Greene în special dorea ca sistemul statului New York să aibă patru mari rute de tranzit ca exemplu pentru alte state. Multe state au acceptat, în general, sfera de interes a sistemului, dar considerau că regiunea Midwest a adăugat prea multe rute la sistem. La aceeași ședință, grupul a adoptat scutul, cu câteva modificări față de schița inițială, precum și hotărârea de a da rutelor numere și nu nume. Un sistem preliminar de numerotare, cu opt rite majore est–vest și zece rute majore nord–sud, a fost lăsat „fără instrucțiuni” în sarcina unui comitet de numerotare.
După ce a colaborat cu statele pentru a obține aprobarea lor, comisia a extins sistemul de autostrăzi la 75,800 mile (122 000 de km), sau 2,6% din lungimea totală, cu peste 50% mai mult față de planul aprobat pe 4 august. Scheletul planului de numerotare a fost sugerat pe 27 august, de către Edwin Warley James din BPR, care asocia paritatea⁠(d) cu direcția, și a propus o grilă aproximativă. Rutelor majore din harta anterioară li s-au atribuit numere care se termină cu 0, 1 sau 5 (5 a fost apoi retrogradat ca importanță), și legăturile scurte au primit numere de trei cifre bazate pe șoseaua principală din care se ramificau. Comisia de cinci persoane s-a întrunit la 25 septembrie, și a prezentat raportul final în secretarului Comisiei Mixte în 26 octombrie. Comisia a trimis mai departe raportul secretarului agriculturii la 30 octombrie, iar el l-a aprobat la 18 noiembrie 1925.

### Dezacorduri și modificări, 1925-26

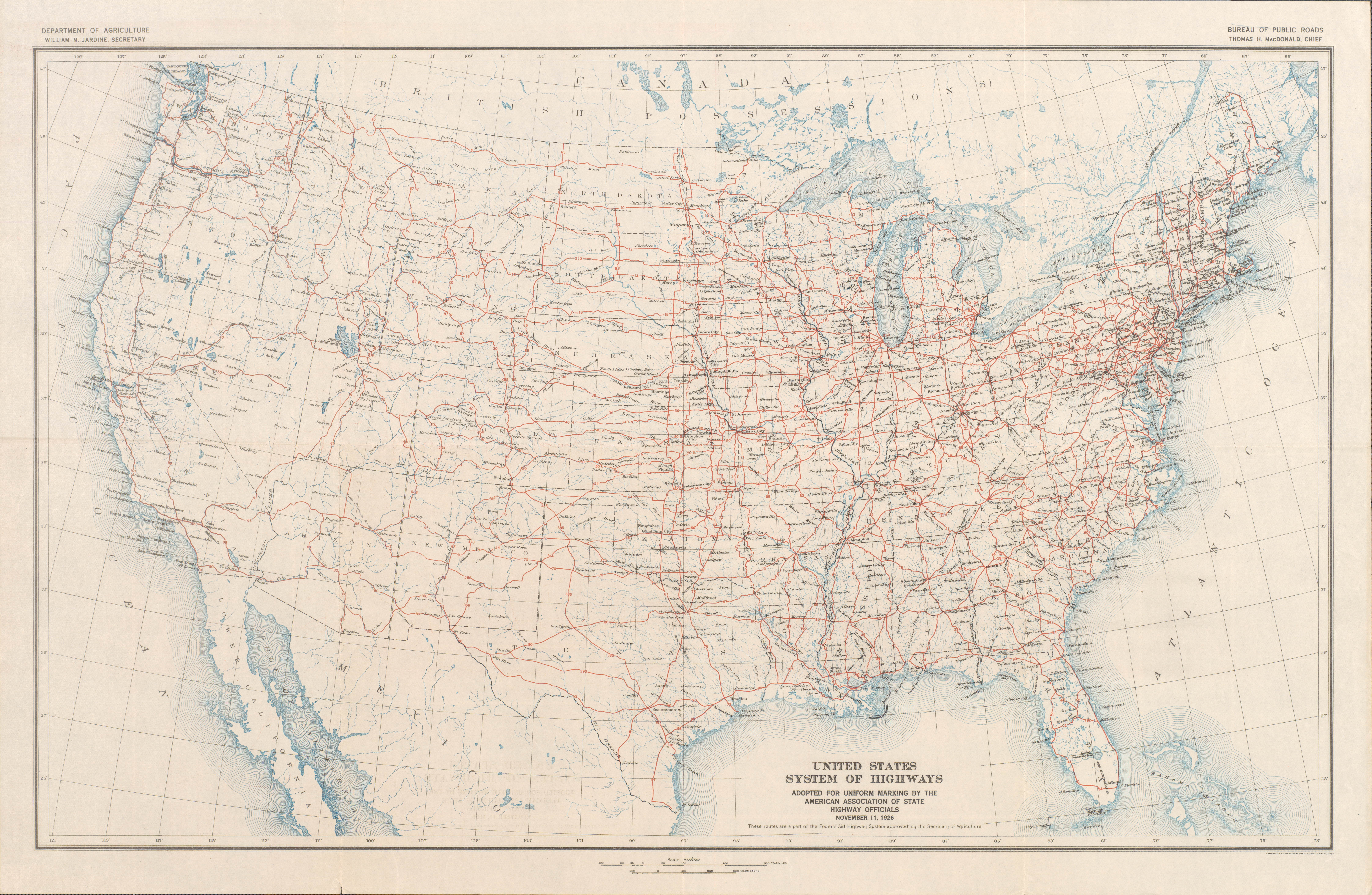
Planul „final” US Highway aprobat la 11 noiembrie 1926

Noul sistem a fost atât lăudat cât și criticat de către ziarele locale, de multe ori în funcție dacă orașul fiecăruia era conectat la o rută majoră. În timp ce Lincoln Highway⁠(d) a înțeles și a sprijinit planul, în parte pentru că erau siguri de obținerea numărului US 30⁠(d) pe o distanță cât mai mare posibilă, majoritatea celorlalte asociații pentru trasee și-au deplâns piederea importanței. La ședința din 14-15 ianuarie 1926, AASHO a fost inundat cu plângeri.
În nord-est, New York a cerut ca mai puține rute să fie desemnate US Highways. Reprezentantul statului Pennsylvania, care nu participase la întâlnirile locale, a convins AASHO să adăuge o rețea densă de trasee, ceea ce a avut efectul de a produce șase rute care se terminau brusc la limita statului. (Dintre acestea, doar US 220⁠(d) încă se termină în apropierea limitei de stat, astăzi totuși într-o intersecție cu viitoarea I-86⁠(d).) Pentru că US 20⁠(d) părea indirectă, trecând prin Parcul Național Yellowstone, statele Idaho și Oregon au solicitat ca US 30 să facă schimb cu US 20 de acolo până la coasta Pacificului⁠(d).
Au apărut multe dispute locale, fiecare legate de alegerea comisiei de a clasifica una din două rute paralele aproximativ egale, care erau de multe ori trasee auto concurente. La ședința din ianuarie, AASHO a aprobat primele două din numeroasele rute cu variante (anume US 40⁠(d) între Manhattan⁠(d) și Limon⁠(d) și US 50⁠(d) între Baldwin City⁠(d) și Garden City⁠(d)). În efect, fiecare dintre cele două rute primeau același număr, cu un sufix direcțional care indică relația sa cu celălalt. Aceste divizări au fost prezentate inițial în jurnal, ca—de exemplu—US 40 Nord și US 40 Sud, dar au fost întotdeauna semnalizate simplu US 40N și US 40S.
Cea mai aprinsă controversă a fost însă problema de US 60. Comisia Mixtă dăduse acel număr traseului Chicago-Los Angeles, era mai mult pe direcția nord–sud decât est–vest în Illinois, și apoi vira brusc către sud-spre Oklahoma City, de unde ducea drept spre vest către Los Angeles. Statul Kentucky a obiectat puternic la această rută, întrucât era lăsat fără nicio rută majoră est-vest, primind în schimb drumul US 62⁠(d). În ianuarie 1926, comitetul a desemnat acest drum, împreună cu o parte din US 52⁠(d) la est de Ashland⁠(d), ca US 60⁠(d). Numărul US 62 l-au acordat rutei Chicago-Los Angeles, ceea ce necesita aprobarea statelor de-a lungul fostului US 60. Dar Missouri și Oklahoma au obiectat—Missouri deja tipărise hărțile, iar Oklahoma pregătise deja semnele de circulație. S-a propus un compromis, în care US 60 se împărțea la Springfield, Missouri, în US 60E și US 60N, dar s-au opus ambele părți. Soluția finală a dus la atribuirea numărului US 66 porțiunii de traseu Chicago-Los Angeles, care nu se termina în zero, dar era totuși într-un fel un număr rotund. Route 66 a căpătat în timp un loc proeminent în cultura populară, apărând în cântece și în filme.
Cum 32 de state deja își marcau rutele, planul a fost aprobat de către AASHO pe 11 noiembrie 1926. Acest plan a inclus mai multe rute cu variante, mai multe rute discontinue (între care US 6⁠(d), US 19⁠(d) și US 50⁠(d)), și cu unele terminându-se la limita de stat. În momentul în care s-a publicat primul jurnal de rute în aprilie 1927, deja se făcuseră operațiuni majore de renumerotare în Pennsylvania, pentru a alinia rutele cu traseele auto existente. În plus, drumul US 15⁠(d) a fost extins și prin statul Virginia.
Multe din criticile primite inițial de sistemul US Highway se axau pe alegerea de numere pentru a desemna șoselele, în locul unor nume. Unii credeau că un sistemul cu numere este prea rece în comparație cu denumirile mai colorate cu valoare istorică ale sistemului de trasee auto. New York Times scria: „călătorul poate să verse lacrimi în timp ce merge pe Șoseaua Lincoln⁠(d) sau să viseze în timp ce gonește pe Șoseaua Jefferson⁠(d), dar ce senzație să capete când merge pe 46, 55 sau 33 sau 21?” (Un cântec popular promitea mai târziu, „senzații pe Route 66!”) Scriitorul Ernest McGaffey ar fi afirmat: „Logaritmii vor lua locul legendelor, și 'hokum' pentru istorie.”

### Extinderi și ajustări, 1926-56

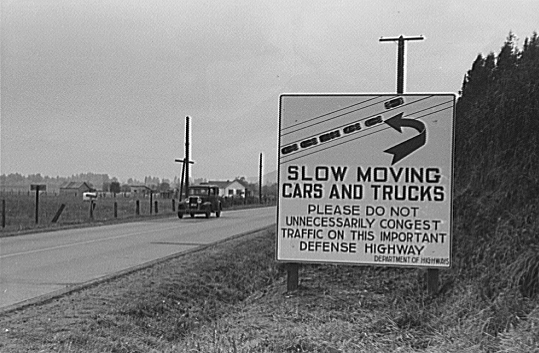
Acest semn, fotografiat în 1941 pe US 99 între Seattle, Washington, și Portland, Oregon, ilustrează o justificare pentru un sistem federal de autostrăzi: apărarea națională.

Când a fost inițiat sistemul de numerotare US în 1925, s-au stabilit câteva rute opționale, care au fost denumite, cu o literă sufixată după număr, indicând „nord”, „sud”, „est” sau „vest”. Deși câteva drumuri din sistem încă mai sunt numerotate în acest mod, AASHO consideră că acestea ar trebui să fie eliminate de câte ori este posibil, prin absorbția uneia dintre rutele opționale într-un alt traseu.

În 1934, AASHO a încercat să elimine multe dintre rutele divizate prin scoaterea lor din jurnal, și prin denumirea uneia din fiecare pereche ca număr de trei cifre sau ca rută alternativă, sau într-un caz US 37⁠(d). AASHO își descria conceptul de renumerotare în numărul din octombrie 1934 din American Highways:
„Ori de câte ori o rută alternativă nu poate avea propriul său număr de două cifre, procedura standard atribuie numărul necalificat rutei celei mai vechi sau celei mai scurte, în timp ce cealaltă rută primește același număr marcat cu o fâșie suplimentară deasupra scutului, pe care scrie «Alternativ».”
Cele mai multe state aderă la această abordare. Unele mențin însă rute vechi care încalcă regulile în diverse moduri. Exemple pot fi găsite în California, Mississippi, Nebraska, Oregon și Tennessee. În 1952, AASHO a recunoscut permanent variantele divizate pe US 11⁠(d), US 19⁠(d), US 25⁠(d), US 31⁠(d), US 45⁠(d), US 49⁠(d), US 73⁠(d) și US 99⁠(d).
În cea mai mare parte, US Routes au fost principalul mijloc de călătorie interurbană; principalele excepții au fost drumurile cu taxă , cum ar fi Pennsylvania Turnpike⁠(d) și rutele de tip parkway⁠(d) (drumuri turistice, cu restricție de tonaj), cum ar fi Merritt Parkway⁠(d). Multe dintre primele drumuri de mare viteză au fost clasificate ca US Highways: pe Gulf Freeway⁠(d) trecea US 75⁠(d), pe Autostrada Pasadena⁠(d) trecea US 66, și Pulaski Skyway⁠(d) se suprapunea peste US 1⁠(d) și US 9⁠(d).

### Epoca șoselelor interstatale, 1956–prezent
Legea Ajutorului Federal pentru Șosele din 1956⁠(d) a atribuit fonduri pentru Sistemul de Autostrăzi Interstatale, pentru a construi o vasta retea de autostrăzi în întreaga țară. Prin 1957, AASHO a decis să atribuie o nouă grilă drumurilor noi, care să fie numerotate în direcții opuse față de grila US Highways. Deși numerele drumurilor interstatale urmau să suplimenteze și nu să să înlocuiască, numerele US Routes, în multe cazuri (mai ales în vest) șoselele au fost redirecționate de-a lungul noilor drumuri interstatale. Un proces major de dezafectare a unor drumuri vechi a început cu renumerotarea drumurilor din California în 1964.  Înlăturarea în 1985 a lui US 66 este adesea considerată a fi sfârșitul epocii șoselelor din categoria US Route.

Versiunea din 1961 a scutului US Route

Câteva legături importante nedeservite de șosele interstatale sunt US 6 din Hartford, Connecticut, la Providence, Rhode Island, US 101 de la Los Angeles la San Francisco; și US 93 din Phoenix, Arizona, la Las Vegas, Nevada. Trei capitale de stat de pe teritoriul contiguu continental al SUA sunt deservite doar de UR Routes: Dover, Delaware; Jefferson City, Missouri; și Pierre, Dakota de Sud.
În 1995, a fost definit Sistemul Național de Șosele⁠(d) pentru a include atât Sistemul de Autostrăzi Interstatale cât și alte drumuri desemnate a fi de importanță similară pentru economia țării, apărare, și mobilitate.
AASHTO este în curs de a elimina toate drumurile interstatale US Highways de mai puțin de 300 mile (480 km) lungime „cât de repede pot Departamentul de Stat pentru Șosele și Comisia Permanentă pentru Șosele a Asociației Oficialilor de Stat pentru Șosele și Transporturi ajunge la un acord în raport cu acestea”. Noi completări la sistem trebuie să servească mai mult de un stat și „să îndeplinească în mod substanțial actualele standarde de proiectare ale AASHTO”. O versiune a acestei politici este în vigoare din anul 1937.

## Drumurile din 1925
Rutele transcontinentale majore inițiale de la 1925, împreună cu traseele auto⁠(d) pe care le-au înlocuit aproximativ, au fost după cum urmează:
US 10, US 60 și US 90 se întindeau pe doar aproximativ două treimi din lățimea țării, în timp ce US 11 și US 60 mergeau mai ales în diagonală. Încălcarea de către US 60 a două convenții s-a dovedit a fi unul dintre principalele puncte nevralgice; US 60 a ajuns în cele din urmă să fie denumită US 66, în 1926, și mai târziu a devenit celebră. US 101 continuă spre est și apoi spre sud, terminându-se la Olympia, Washington. Capătul vestic al drumului US 2 este acum la Everett, Washington.